# لورين ستيدمان
لورين ستيدمان (مواليد 18 ديسمبر 1992) هي رياضية بارالمبية بريطانية تنافست في أربع دورات بارالمبية صيفية، في كل من السباحة والباراترياثلون. تنافست في كل من الألعاب البارالمبية الصيفية 2008 في بكين والألعاب البارالمبية الصيفية 2012 في لندن كسبّاحة، قبل أن تتحول إلى الباراترياثلون لدورة الألعاب 2016 في ريو حيث فازت بميدالية فضية في فئة PT4 للسيدات. فازت بالميدالية الذهبية في فئة PTS5 للسيدات في دورة الألعاب 2020 في طوكيو.

## الحياة والمسيرة المهنية
ولدت ستيدمان في بيتربرة عام 1992. فازت بميداليات في 2009 و2011 في بطولات أوروبا للسباحة التابعة للجنة البارالمبية الدولية. كان عمها لاعب ترياثلون واقترح عليها تجربتها. تلقت ستيدمان تعليمها في مدرسة غريت جيدنج الابتدائية، ثم في مدرسة ماونت كيلي المستقلة الخاصة في تافيستوك، ديفون، وأكملت درجة البكالوريوس (مع مرتبة الشرف) في علم النفس، تلتها درجة الماجستير في إدارة الأعمال والإدارة من جامعة بورتسموث.
في 20 أغسطس 2018، أُعلن أن ستيدمان ستكون متسابقة في الموسم السادس عشر من ستريكتلي كوم دانسينغ، بالشراكة مع إيه جيه بريتشارد. وصل الثنائي إلى نصف النهائي لكنهما أُقصيا على يد أشلي روبرتس وباشا كوفاليف في جولة الرقص الأخيرة. شاركت ستيدمان لاحقًا في النسخة الحية من العرض. كما أكملت وكانت واحدة من المتأهلين للنهائيات في الموسم الثاني من Celebrity SAS: Who Dares Wins. في يناير 2023، كانت ستيدمان عضوة في لجنة التحكيم في برنامج Richard Osman's House of Games.

## مسيرتها في الباراترياثلون
في عام 2013 وعام 2014 فازت ستيدمان بميداليات في بطولة أوروبا للباراترياثلون. في عام 2014، فازت بسباق لندن العالمي للباراترياثلون، وحصلت على شهادة في علم النفس وأصبحت بطلة العالم في الباراترياثلون في إدمونتون، كندا.
أصبح الباراترياثلون رياضة أولمبية في الألعاب البارالمبية الصيفية 2016 في ريو دي جانيرو. حصلت ستيدمان على الميدالية الفضية خلف غريس نورمان من الولايات المتحدة.
منافسة في فئة PTS5 للسيدات في الألعاب البارالمبية الصيفية 2020 في طوكيو، تجاوزت ستيدمان غريس نورمان في وقت مبكر من مرحلة ركوب الدراجات وحافظت على تقدمها خلال مرحلة الجري لتحصل على الميدالية الذهبية بفارق 41 ثانية.
عُينت ستيدمان عضو رتبة الإمبراطورية البريطانية (MBE) في تكريمات العام الجديد 2022 لخدماتها في رياضة الترياثلون.
تنافست في الألعاب البارالمبية الصيفية 2024، وفازت بالميدالية البرونزية في سباق الترياثلون لفئة PTS5 للسيدات خلف غريس نورمان ومواطنتها كلير كاشمور.

## وصلات خارجية
- قالب:BPA profile
- لورين ستيدمان في اللجنة البارالمبية الدولية
- قالب:ITU
- قالب:أرشيف الويب

قالب:ترتيب افتراضي:ستيدمان، لورين